# Ganbare, Kickers!
Ganbare, Kickers! (がんばれ!キッカーズ, Ganbare! Kikkāzu, aproximadamente traduzido como Lute, Jogadores!) é um mangá do gênero romance infantil e futebol desenhado por Noriaki Nagai. Foi publicado pela Shogakukan na revista CoroCoro Comic entre 1985 até 1989. A série ganhou em 1997 o Prêmio Shogakukan de Mangá de melhor mangá infantil. A história é geralmente classificada como Comédia, Drama, Shōnen e Desportos. A arte da capa pode ser vista aqui.
Em Portugal a série foi emitida sob o título O Ponta de Lança no canal RTP entre o ano de outubro de 1994 até 1995, em japonês com legendas, embora a tradução das legendas tenha sido baseada em várias traduções europeias, nomeadamente francesa/italiana (Rodrigo/Rudy) e alemã (Mário/Mario).
O mangá se tornou série de anime pelo estúdio Studio Pierrot durante 1986–1987. Com 26 episódios e um especial de 40 minutos, mas apenas 21 episódios foram ao ar no Japão. Em 1990, o anime chegou à Europa, Oriente Médio e África e as versões dubladas teve bastante sucesso entre o Oriente Médio (الهداف Al Haddaf), Irã (فوتبالیست‌ها), Itália (Palla al centro per Rudy), Espanha (Supergol), França (But Pour Rudy), Polônia (Piłkarze) e especialmente na Alemanha e Áustria (Kickers). Na Indonésia, o anime foi ao ar na Bali TV entre 2004-2005.

## Enredo
A história é sobre um time de futebol de garotos entusiasmados na Escola primária Kitahara, que se esforçam sem um atacante competente, quando o pequeno Kakeru Daichi (大地翔 Daichi Kakeru) se muda com a família para a cidade. Ele imediatamente se junta à equipe, interessado em usar suas habilidades adquiridas na equipe de garotos do famoso clube de futebol "The Falcons". Quando a equipe de Kakeru se completa em todos os sentidos, ele motiva a equipe para desafiar os "Red Devils", uma forte equipe da escola secundária cujo goleiro Uesugi é considerado invencível. Eles perdem de 10 para 1, mas Kakeru marcando um gol ainda é um pequeno milagre. Sob a forte liderança do seu próprio goleiro Masaru Hongo, os Kickers em seguida, entra no campeonato infantil e luta contra seu caminho através das vitórias ganhas duramente. Entretanto, Hongo se apaixona por Ayumi Daichi (大地歩 Daichi Ayumi), a bela irmã esportiva de Kakeru. Por sua vez a atacante cativante Akuna Yukie, uma frágil, menina pianista angelical, passa a ser a irmã mais jovem de Uesugi. Estes assuntos levam a algumas situações engraçadas e embaraçosas, bem como as inúmeras complicações com a equipe da dedicada e cuidadosa do trio de líderes de torcidas.
Por um curto período, os Kickers ganham um treinador profissional cujas instruções ajudam-os a ganhar o seu caminho para as semifinais, apenas para assegurar os Red Devils mais uma vez. Depois de um jogo dramático, que se estende por dois episódios com 20 minutos, Uesugi afasta Kakeru da pontuação final e por isso os Kickers estão fora! A equipe devastada logo é dividida com a chegada de Harry, um famoso talento júnior, que foi demitido a partir de três grandes times de nome por causa do comportamento subversivo. Ele se infiltra e divide os Kickers, mas sua rudeza e a liderança de Hongosão fortes e reúnem a equipe. Harry então seduz Ayumi e monta um time falso de escória na escola para que ele possa derrotar os Kickers quase sozinho. Embora o ingênuo Kakeru não é páreo para o mais velho e muito mais forte Harry, com o espírito e trabalho em equipe dos Kickers e o apoio de Uesugi assegura a vitória neste jogo sujo e Harry é devastado. A série termina com Harry se redimindo e se reconciliando com os Kickers, antes de deixar a cidade para jogar no exterior.

## Elenco
História original: Noriaki Nagai
Diretor: Akira Sugino (ortografia alternativa Akira Shigino)
Roteirista Sênior: Sukehiro Tomita
Roteiristas Júnior: Hiroshi Kaneko, Isao Shizutani
Diretor de Arte: Satoshi Miura
Design de Personagens: Takeshi Ozaka
Fundo de Arte: Satoshi Miura
Compositor: Jun Irie
Produtor: Yuni Nunokawa (ortografia alternativa Yuji Nunokawa)

### Elenco
| Personagens    | Vozes japonesas | Personagens | Vozes portuguesas |
| -------------- | --------------- | ----------- | ----------------- |
| Ayumi Daichi   | Chieko Honda    |             |                   |
| Kakeru Daichi  | Tomiko Suzuki   | Rodrigo     |                   |
| Naoto Hamamoto | Mie Suzuki      |             |                   |
| Takeshi Hara   | Masako Watanabe | Tomé        |                   |
| Masaru Hongo   | Kazue Ikura     | Mário       |                   |
| Kenta Ishii    | Noriko Tsukase  | Carlos      |                   |
| Hara Kiyoshi   | Ikue Ohtani     |             |                   |
| Shinsuke Koga  | Shino Kakinuma  |             |                   |
| Mamoru         | Urara Takano    |             |                   |
| Manabu Noguchi | Shinobu Adachi  |             |                   |
| Hideo Obata    | Kyouko Tonguu   |             |                   |
| Taichi         | TARAKO          |             |                   |
| Tetsuya        | Michie Tomizawa |             |                   |
| Hikaru Uesugi  | Eiko Yamada     |             |                   |
| Yukie          | Yūko Kobayashi  |             |                   |

## Lista de Episódios
101 Bola no centro para Rudy - 01 - Uma Nova Chegada
102 Bola no centro para Rudy - 02 - Que Comece os Exercícios
103 Bola no centro para Rudy - 03 - O tropo Ambicioso do Pai
104 Bola no centro para Rudy - 04 - Um gol no minuto
105 Bola no centro para Rudy - 05 - Lesão de Amigos
106 Bola no centro para Rudy - 06 - Capitão Gentileza
107 Bola no centro para Rudy - 07 - Afastado no Jogo
108 Bola no centro para Rudy - 08 - Um tiro muito especial
109 Bola no centro para Rudy - 09 - Um novo tipo de treinamento
110 Bola no centro para Rudy - 10 - Um grande jogo
111 Bola no centro para Rudy - 11 - Perigo do casamento
112 Bola no centro para Rudy - 12 - Desafio Musical
113 Bola no centro para Rudy - 13 - Um programa de equipe
114 Bola no centro para Rudy - 14 - adversários incorretos
115 Bola no centro para Rudy - 15 - Um campeão arrogante
116 Bola no centro para Rudy - 16 - por amor ou honra
117 Bola no centro para Rudy - 17 - Uma lição de vida
118 Bola no centro para Rudy - 18 - Um dia de aventuras
119 Bola no centro para Rudy - 19 - Um estranho treinador
120 Bola no centro para Rudy - 20 - O Dia dos Namorados
121 Bola no centro para Rudy - 21 - Obrigado Senhor
122 Bola no centro para Rudy - 22 - Um sorteio azarado
123 Bola no centro para Rudy - 23 - Que Comece o Campeonato
124 Bola no centro para Rudy - 24 - Luta sem descanso
125 Bola no centro para Rudy - 25 - O último jogo
126 Bola no centro para Rudy - 26 - O grande final